# Nadia Turbide
Nadia Turbide (* 12. Juni 1945 in Montreal) ist eine kanadische Musikwissenschaftlerin und -pädagogin.

## Leben und Wirken
Turbide studierte Musikgeschichte bei Elizabeth O’Neill und Klavier bei Gerald Wheeler am Marianopolis College, danach Klavier bei Charles Reiner und Lubka Kolessa, Kontrapunkt bei Kelsey Jones und Musikwissenschaft bei Marvin Duchow an der McGill University. Ihre Dissertation schrieb sie bei Louise Hirbour an der Universität Montreal. Von 1974 bis Januar 2015 unterrichtete sie Musikgeschichte und -theorie am Vanier College.
Turbide schrieb Rundfunkdokumentationen für die CBC über Wilfrid Pelletier, Marvin Duchow und Charles Reiner. Sie erforschte die Biografien von Éva Gauthier und Charles A. E. Harriss, dem ersten Direktor des McGill Conservatory.
Mit Frederick A. Hall, Bruce Minorgan und anderen verfasste sie A Basic Bibliography of Musical Canadiana (Toronto 1970). Außerdem verfasste sie Artikel für die Encyclopedia of Music in Canada und das New Grove Dictionary of American Music (London 1986).